# Џ
Џ je cirilska črka, ki se uporablja v srbski in makedonski abecedi. V srbski latinici ji ustreza dvočrkje DŽ. Črko Џ je uvedel Vuk Stefanović Karadžić v svoji pravopisni reformi. Navdih za obliko črke Џ je dobil v stari romunski cirilici. 
Črko Џ po navadi imenujemo trdi dž. Izgovarja se podobno, vendar trše kot mehki dž (Ђ). Kadar uporabljajo latinico, Srbi dosledno Џ prečrkujejo v DŽ, Ђ pa v Đ. Tega se držimo tudi, kadar v slovenščini navajamo srbska imena in priimke, npr:  Караџић pišemo kot Karadžić (in ne Karađić), Ђинђић pa kot Đinđić (in ne Džindžič).
| tiskano | pisano |
| ------- | ------ |
| Џ џ     | Џ џ    |